# Quận Lycoming, Pennsylvania
Quận Lycoming là một quận trong tiểu bang Pennsylvania, Hoa Kỳ. Quận lỵ đóng ở Williamsport6. Theo điều tra dân số năm 2000 của Cục điều tra dân số Hoa Kỳ, quận có dân số 120.044 người.2quận Bradford đã được tách ra từ một phần của quận Lycoming.

## Địa lý
Theo Cục điều tra dân số Hoa Kỳ, quận có diện tích 3221 kilômét vuông, trong đó có 23 km2 là diện tích mặt nước.